# Музей історії Мадрида
Музей історії Мадрида (ісп. Museo de Historia de Madrid) — старовинний муніципальний музей у столиці Іспанії місті Мадриді, присвячений історії та людям міста.

## Загальні дані
Адреса музею:
Вулиця Фуенкараль, 78, м. Мадрид (Іспанія).
Добиратися: метро Tribunal. 
Години роботи: з 9.30 до 20.00; субота і неділя з 10.00 до 14.00; у серпні з 9.30 до 14.30; зачинений щопонеділка та у вихідні дні.

## Будівля і зібрання

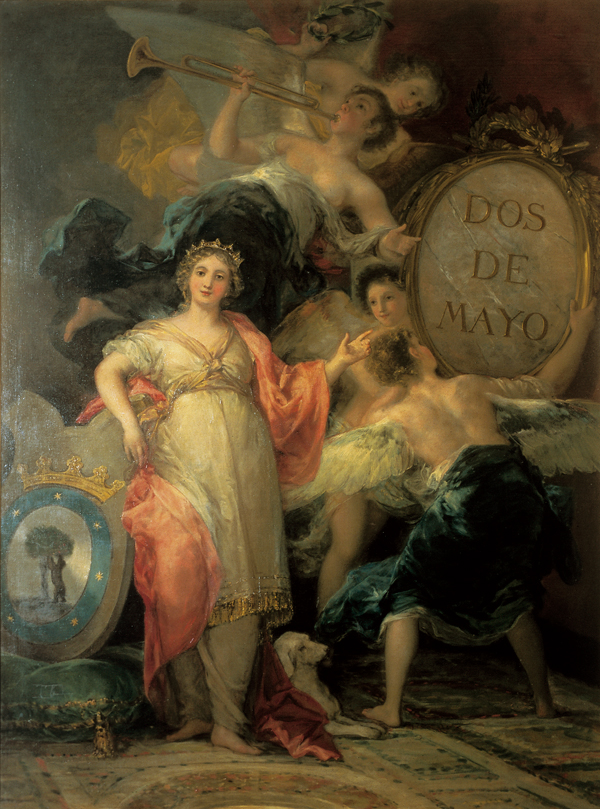
«Алегорія міста Мадрид» Гойї

Музей розташований у споруді, побудованій для прихистку мандрівників Педро де Ріберою, з вишуканим розкішним фасадом у стилі пізнього бароко. 
Свою початкову функцію споруда виконувала до 1922 року. 
У XIX столітті, коли у моді був неокласицизм, споруда вважалася зразком несмаку. Пишні ліплені прикраси і скульптури відновлені, і зараз зрозуміло, що вони не застаріли, а просто належать історії. 
У музеї виставлені експонати з історії Мадрида: гравюри, фотографії, плани міста, а також звичаїв його мешканців. 
Зокрема, до найцінніших експонатів належать: картина Гойї «Алегорія міста Мадрид» (1810), детальний макет столиці зразка 1830 року та фотографії, перші з яких датуються 1850 роком.